# الجامعة اللبنانية الدولية (اليمن)
الجامعة اللبنانية الدولية في اليمن  هي فرع الجامعة اللبنانية الدولية في لبنان، تأسست عام 2006. تستخدم الجامعة نظام الساعات الدراسية ولغة التدريس فيها هي اللغة الإنجليزية.
رؤية الجامعة
الإسهام الإيجابي في المجتمع من خلال الإبداع في التعليم.
رسالة الجامعة
خدمة المجتمع من خلال تمكين الطلبة والمتخرجين من تطبيق المعرفة في كل مرحلة من حياتهم المهنية. وتوفير الفرص لتحسين المهارات والخبرات التي تطابق معايير الجامعة في التميز لبناء الأمة.
أهداف الجامعة:
1.    تمكين الطلبة من تطوير الوعي والمعرفة والتشارك الثقافي والاستدامة البيئية.
2.    تطوير والإحتفاظ بالكادر الأكاديمي والإداري المؤهل والمتنوع.
3.    مراجعة المناهج الدراسية بشكل مستمر وتطويرها لتحقيق نتائج التعلم المرجوة.
4.    الإهتمام بالتفاعل بين التدريس والبحث العلمي.
5.    إدماج التقنية الحديثة لتحقيق التعلم الفعال.
6.    الإهتمام بمشاركة خريجو الجامعة وتمكينهم من الإسهام الفعال في سوق العمل.
7.    إلتزام الجامعة بتقديم الدعم المستمر والتواصل مع الطلبة لتحقيق قيم الجامعة.
8.    نشر المعرفة والمهارات متعددة المجالات والقيم الضرورية للتنافس في مجتمع المعرفة.
9.    بناء السلوك لدى الطلبة حتى يكونوا مواطنين يتحملون المسؤولية ويهتمون بالتعلم مدى الحياة.
10.توسيع الخبرات التعليمية المتنوعة والمهارات في البيئة الجامعية.
قيم الجامعة
التميز، الأمانة، الإنضباط، الشراكة، جودة الخدمة، الإبداع والإبتكار، المسؤولية الإجتماعية.

## الكليات
تحتوي الجامعة على الكليات التالية:
- كلية الصيدلة والعلوم الطبية: صيدلة سريرية، مختبرات طبية، تغذية
- كلية الهندسة وتقنية المعلومات: هندسة معدات طبية، هندسة اتصالات، هندسة كهربائية، هندسة معمارية، تقنية المعلومات.
- كلية إدارة الأعمال: إدارة الأعمال الدولية، نظم المعلومات المحاسبية، نظم المعلومات الإدارية، المالية والمصرفية، التسويق.
- كلية العلوم والفنون: تصميم داخلي، تصميم جرافيكي.
- عمادة الدراسات العليا: ماجستير صيدلة سريرية، ماجستير إدارة الأعمال، ماجستير نظم معلومات محاسبية.

## الموقع
صنعاء - شارع الخمسين
عدن - خور مكسر